# ديف بانكروفت
ديف بانكروفت (بالإنجليزية: Dave Bancroft)‏ هو لاعب كرة قاعدة أمريكي، ولد في 20 أبريل 1891 في سيوكس سيتي في الولايات المتحدة، وتوفي في 9 أكتوبر 1972 في سوبريور في الولايات المتحدة.

## وصلات خارجية
- ديف بانكروفت على موقعبيزبول رفرنس.كوم (الدوري الرئيسي) (الإنجليزية)
- ديف بانكروفت على موقعبيزبول رفرنس.كوم (الدوري الثانوي) (الإنجليزية)
- ديف بانكروفت على موقع جمعية أبحاث البيسبول الأمريكية (الإنجليزية)
- ديف بانكروفت على موقع مشجعي الرسوم البيانية (الإنجليزية)
- ديف بانكروفت على موقع قاعة مشاهير كرة القاعدة (الإنجليزية)
- ديف بانكروفت على موقع قاعة آيوا للمشاهير الرياضية (الإنجليزية)